# Stay Awake (Example)
Stay Awake is een nummer van de Britse artiest Example van zijn album Playing in the Shadows. De single kwam uit op 28 augustus 2011.

## Tracklist
| 1.                 | Stay Awake (Radio Edit)                        | 3:24 |
| 2.                 | Stay Awake (Extended Mix)                      | 5:06 |
| 3.                 | Stay Awake (Alvin Risk Remix)                  | 5:29 |
| 4.                 | Stay Awake (Delta Heavy Remix)                 | 4:36 |
| 5.                 | Stay Awake (Steve Pitron & Max Sanna Club Mix) | 6:02 |
| 6.                 | Stay Awake (Micky Slim Remix)                  | 5:39 |
| 7.                 | Stay Awake (Moam Remix)                        | 6:09 |
| Totale duur: 35:25 |                                                |      |